# Pedro Bermúdez de Montaos

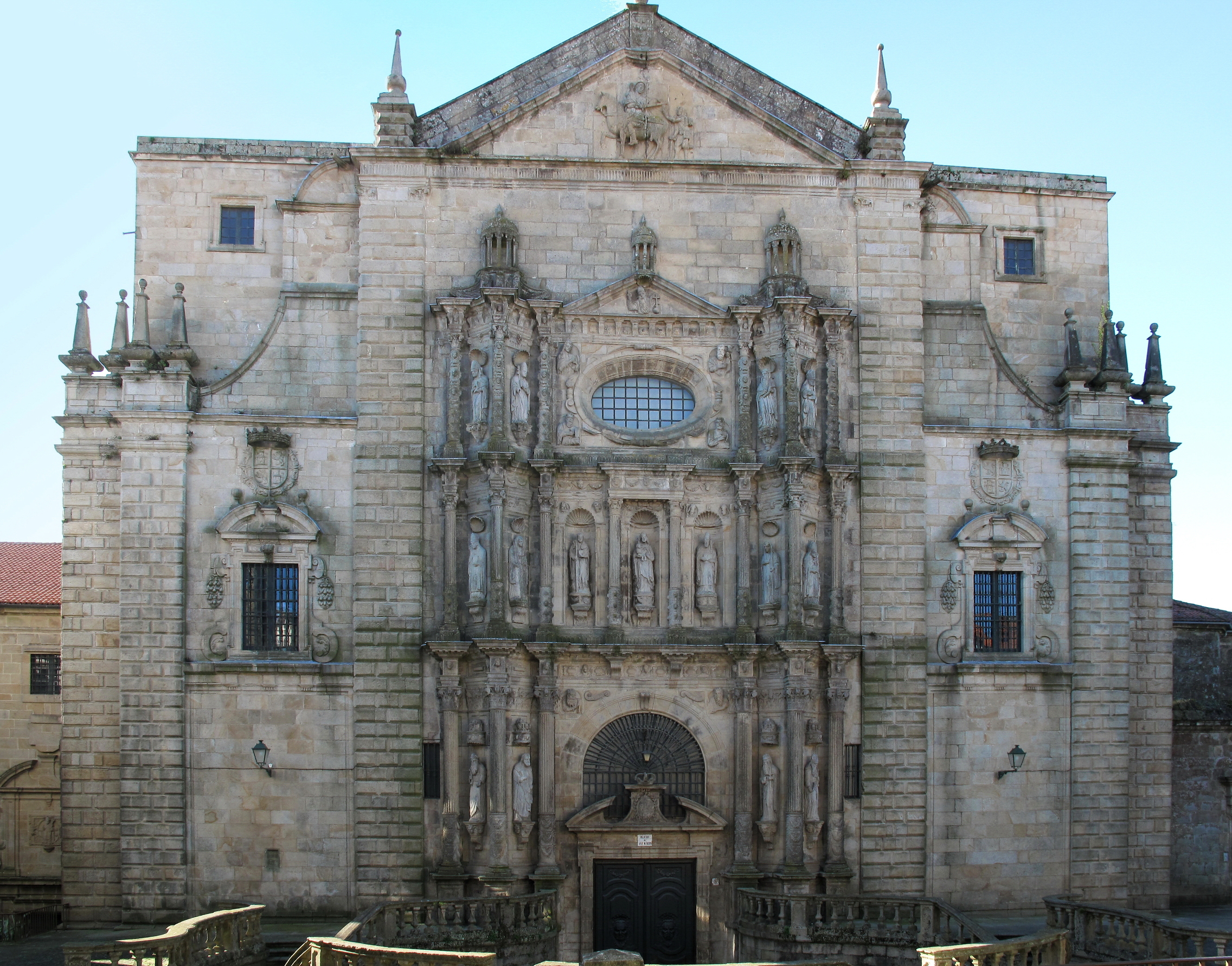
Monasterio de San Martiño (Santiago de Compostela) donde pidió ser enterrado Pedro Bermúdez de Montaos

Pedro Bermúdez de Montaos (1395 - 24 de mayo de 1445), fue un caballero gallego al servicio del arzobispo de Santiago de Compostela que contribuyó a la recuperación, para la mitra, de algunas fortalezas episcopales.
Nació hacia 1395 como hijo de García Prego de Montaos y María de Limia, siendo miembro de la Casa de Bermúdez, aunque de la rama del señorío de Montaos.

## Al servicio del arzobispado
Los arzobispos compostelanos solían conceder propiedades rurales, e incluso villas de la Tierra de Santiago, a título de tenencias, préstamos, beneficios o mandaciones, con la obligación de rendirle reconocimiento de jurisdicción, es decir, pleito-homenaje. En ese sentido, el arzobispo Lope de Mendoza otorgó en feudo, a Pedro Bermúdez de Montaos, la fortaleza de Penaflor en 1415 y, cinco años más tarde, la de Xallas. En 1430 fue convocado por el propio arzobispo para recuperar las fortalezas de Mesía y Cira que habían sido ocupadas sin permiso episcopal.

## Matrimonios
Pedro Bermúdez de Montaos se casó con María das Mariñas, de quien enviudó sin descendencia.
Se desposó en segundas nupcias con Leonor de Castro y Guzmán, hija de Alonso de Castro, de quien nacieron cinco hijos: Pedro, Fernando, Isabel, María y Beatriz.

## Descendencia
Pedro Bermúdez de Montaos y Leonor de Castro y Guzmán tuvieron cinco hijos:
- Pedro Bermúdez de Montaos, apodado “el mozo” para distinguirlo de su padre, sucedió a éste en los patrimonios familiares, pero su temprana muerte sin descendencia complicó la sucesión;[8]
- Fernando Bermúdez de Castro (abad) optó por la vocación religiosa con la que llegó a deán de la catedral de Santiago de Compostela, pero a la muerte de su hermano sin descendencia quedó como heredero del patrimonio familiar convirtiéndose en señor de Montaos. Tuvo, al menos, un hijo natural legitimado por los Reyes Católicos.[8]
- Isabel de Castro: religiosa; sin descendencia.[9]
- María de Montaos, también llamada María de Castro, casó con el caudillo irmandiño Afonso de Lanzós. Tuvieron cuatro hijas: Inés, de quien proceden los señores y marqueses de San Sadurniño, Leonor, Juana e Isabel[10]
- Beatriz de Castro: de quien proceden los Bermúdez de Castro de Gondar.[11]

## Testamento y sepultura
Pedro Bermúdez de Montaos testó en Santiago de Compostela el 24 de mayo de 1445 y pidió ser enterrado, como su padre, en el monasterio de San Martín Pinario.